# Chizumulu
L'isola di Chizumulu è la più piccola delle due isole abitate del Lago Malawi; con la più grande e vicina isola di Likoma, costituisce il Distretto di Likoma. Entrambe le isole appartengono al Malawi ma si trovano a pochi chilometri dal Mozambico e sono interamente circondate dalle acque territoriali mozambicane. Sono quindi exclavi del Malawi. Ciò è dovuto alla colonizzazione delle isole da parte di missionari anglicani che si trovavano a est dal Nyasaland, mentre i portoghesi colonizzavano il Mozambico. Gli inglesi originariamente rivendicavano l'intero lago Malawi, ma nel 1954 firmarono un accordo con il Portogallo che riconosceva il centro del lago come confine tra i loro possedimenti e il Mozambico, e rendeva queste isole un'exclave.
Chizumulu può essere raggiunta in piroscafo dal porto di Nkhata Bay, posto sulla terraferma del Malawi. Il piroscafo MV Ilala che ogni settimana attraversa il Lago Malawi si ferma a Chizumulu. Le barche più piccole, compresi i tipici dau, attraversano lo stretto tra Likoma e Chizumulu.
L'isola è abitata da circa 4.000 persone. Come Likoma, l'isola importa la maggior parte di cibo dalla terraferma. L'elettricità è presente sull'isola dalle 6:00 alle 22:00 (con una pausa tra le 12:00 e le 14:00). Non ci sono strade ma esiste un sentiero ben costruito che corre intorno ai margini dell'isola che può essere percorso in circa tre ore.
L'isola è composta da due grandi colline, con una zona più pianeggiante a sud. Le piantagioni di manioca coprono gran parte delle pendici inferiori delle colline, con le parti superiori ricoperte di foreste. Sono presenti molti alberi di baobab.
La gente del posto parla un dialetto Nkamanga, una varietà della lingua chewa.